# Grammomys caniceps
Grammomys caniceps is een knaagdier uit het geslacht Grammomys dat voorkomt in Noord-Kenia en Zuid-Somalië. Deze soort is in Duitsland als huisdier gehouden onder de naam "Palmenmaus".
Het is de kleinste soort van het geslacht. De rug is olijfbruin, de kop en flanken lichtgrijs, de onderkant wit, met een scherpe scheiding. De handen en voeten zijn ook wit. De staart is bedekt met korte, witte haren en ziet er aan de bovenkant donker, maar aan de onderkant lichter uit. De snorharen zijn relatief kort. De kop-romplengte bedraagt 86 tot 105 mm, de staartlengte 138 tot 155 mm, de achtervoetlengte 20,5 tot 22 mm, de oorlengte 14 tot 17 mm, de lengte van de snorharen 30 tot 34 mm, de schedellengte 24,9 tot 26,6 mm en het gewicht 18 tot 48 gram. Het karyotype bedraagt 2n=56, FN=78.